# Guillermo Fernández García
Guillermo Fernández García (Guadalajara, 2 de octubre de 1932-Toluca, 31 de marzo de 2012) fue un poeta y traductor mexicano.

## Biografía
Fernández nació el 2 de octubre de 1932 en la ciudad de Guadalajara, Jalisco. Su trabajo como traductor de obras literarias del idioma italiano al castellano es el más destacado, en distintas áreas como poesía, ensayos, novelas y cuentos. También fue miembro del Sistema Nacional de Creadores de Arte (SNCA) y formó parte del consejo editorial de «La Colmena», una revista cultural que se edita en la Universidad Autónoma del Estado de México (UAEM).
Fue un ilustre poeta mexicano consagrado y de los más importantes en la segunda mitad del siglo XX, y entre sus traducciones encontramos las de Alberto Moravia, Natalia Ginzburg, Italo Calvino, Antonio Tabucchi, Giuseppe Tomasi di Lampedusa, Dino Campana, Umberto Saba, Valerio Magrelli, Andrea Zanzotto y Alda Merini.
Entre sus obras publicó en 1964 y 1992 Visitaciones, en 1973 La hora y el sitio, en 1983  Bajo llave y Exutorio, en 1998, al igual que las antologías «El asidero de la zozobra» en 1983 e Imágenes para una piedad en 1991.
En 1997 le fue otorgada la Condecoración de la Orden al Mérito de la República Italiana, en grado de Caballero y recibió el Premio Jalisco de Literatura. Meses antes de su muerte fue galardonado con el Premio Juan de Mairena en el IV Verano de Poesía.
Residió en Toluca impartiendo talleres de creación literaria y de traducción. Fue asesinado el 31 de marzo de 2012 y al día siguiente el cuerpo sin vida fue hallado amordazado, atado de pies y manos con una cinta canela en el rostro, dentro de su casa en Toluca. Según un informe de la policía, la causa de su muerte fue producto de un golpe recibido en la cabeza.
A casi tres años de su asesinato las autoridades del Estado de México parecen haber dado carpetazo a la investigación y no han reportado ningún avance en el esclarecimiento de este crimen.